# Europe Ablaze
Europe Ablaze — компьютерная стратегическая игра, разработанная и выпущенная компанией Strategic Studies Group в 1985 году для Commodore 64 и Apple II. Игра представляет собой варгейм и посвящена воздушным войнам Второй мировой войны.

## Сюжет
Игра покрывает период с 1939 по 1944 годы и состоит из трех сценариев: Битва за Британию, стратегические ночные бомбардировки военно-воздушных сил Великобритании июля и августа 1943 года, и бомбардировки Германии в феврале 1944 года.

## Игровой процесс
Europe Ablaze основана на системе Carriers at War, претерпевшей большие изменения, вызванные главным образом различной спецификой воздушных войн и битв авианосцев. Сценарии разделены на дни, которые в свою очередь поделены на временные интервалы по 5 минут. Юнитами выступают воздушные группы от 5 до 40 самолётов. Игрок или искусственный интеллект может выполнять роль главнокомандующего или одного из трех командующих флотом на каждой стороне, что допускает многопользовательскую игру до 8-ми человек.
Помимо самой компьютерной программы, игра была укомплектована картами боевых действий, историческим описаний стражений, схемой игрового меню и руководством пользователя.

## Отзывы
Обозреватель журнала Commodore User Кен Макмэн поставил Europe Ablaze 8 баллов из 10 возможных и охарактеризовал её, как наиболее исчерпывающую и точную симуляция Второй мировой войны. Джей Селоувер из журнала Computer Gaming World похвалил игру за обилие возможностей и наличие редактора сценариев. Рецензент Computer and Video Games поставил игре 7 баллов из 10 и отметил, что Europe Ablaze требует от игрока наличие исторических знаний и не рассчитана на новичков. Бенн Даннингтон из американского журнала .info оценил игру в 3,5 звезд из пяти и написал, что «Europe Ablaze настолько близка к настольным варгеймам, насколько это возможно без стола».